# Johannes Berndes (der Jüngere)
Johannes Berndes (* 1528/1529 in Flensburg; † 6. April 1596 in Broacker) war ein deutscher Pastor und Propst im Sundewitt.

## Leben und Wirken
Johannes Berndes war ein Sohn des gleichnamigen Flensburger Pastoren Johannes Berndes und dessen Ehefrau Kerstin. Er besuchte eine Schule in Flensburg und danach fünf Jahre das Johanneum Lüneburg. Anschließend studierte er wahrscheinlich zunächst an der Universität Leipzig. 1549 immatrikulierte er sich an der Universität Wittenberg und hörte dort bei Philipp Melanchthon. Vermutlich 1551 erhielt er eine erste Stelle als Geistlicher in Karlum. 1553 folgte er einem Ruf Christians III., überbracht durch den Amtmann von Sonderburg, und zog nach Broacker. Von Mai 1554 bis Lebensende war er hier als Pastor tätig.
König Christians Witwe Dorothea von Sachsen-Lauenburg ernannte Berndes am 12. Juni 1566 zum Propst des Sundewitt und der Inseln Alsen und Arrö. Die Inseln unterstanden eigentlich der geistlichen Jurisdiktion des Bischofs von Fünen. Die Entscheidung der Königswitwe führte daher zu Protesten ihres Sohnes, des Königs Friedrich II. Dorothea von Sachsen-Lauenburg argumentierte, dass der alte Propst von Alsen unfähig sei. Berndes hingegen hielt sie für einen „gelehrten und gottesfürchtigen jungen unverdrossenen Mann“. Die Königswitwe konnte sich durchsetzen und Berndes erhielte die Propstenstelle.
Dorothea von Sachsen-Lauenburg starb 1571, woraufhin Berndes unverzüglich die Aufsicht über die Inseln abgeben musste, onwohl Herzog Johann der Entscheidung seines Bruders, des Königs Friedrich II., energisch widersprach. Am 15. Mai 1582 unterstellte Friedrich II. Berndes das Kirchspiel Munkbrarup. Nach langen Verhandlungen kamen 1584 die Residenzstadt Sonderburg und wahrscheinlich auch das Kirchspiel Eken hinzu.

## Persönlichkeit
Berndes stand intellektuell weit über dem Durchschnitt der Landgeistlichen. Er schrieb in gutem Latein, arbeitete gewissenhaft und galt als hochgebildete Person. Er interessierte sich sehr für aktuelle Fragestellungen und versuchte, die neuesten theologischen Schriften zu bekommen. In den 1570er Jahren besorgte er sich insbesondere Literatur zu den Konkordienformeln, die auch für Herzog Johann Bedeutung hatten. Berndes stand in Kontakt mit den befreundeten Hochschullehrern David Chyträus, Lucas Bacmeister und seinem Schwager Nicolaus Theophilus und zahlreichen Geistlichen. Bis heute existieren mehr als 300 private und amtliche Dokumente, die Berndes zwischen 1555 und 1582 verfasste. Er zeigte sich in seinen Briefen auch als rührendes, besorgtes Familienoberhaupt, das sich immer wieder um Freunde und Verwandte kümmerte.

## Familie
Berndes heiratete dreimal:
- Um 1551/52 ehelichte er Christina Sartorius (Schröder). Sie war eine Tochter des Feldstedter Pastoren Georg Sartorius (Schröder) († um 1575) und starb um 1562 in Broacker. Kinder dieser Ehe waren:
  - Daniel (* um 1552 in Broacker) starb am 4. November 1576 in Wittenberg als Student.
  - Emerentia heiratete Jens Lund, der als Pastor in Varnæs Sogn tätig war und 1587 starb. Danach heiratete sie dessen Amtsnachfolger Johannes Georgii (Jürgensen), der am 2. September 1617 starb.
  - Agnes (* um 1556 in Broacker) heiratete um 1578 einen namentlich nicht bekannten Sonderburger Bürger.
  - Hieronymus (* 1558 in Broacker; † 26. Juli 1594 ebenda) wurde 1582 Flensburger Bürger.
  - Samuel (Hansen Schröder), getauft am 20. Oktober 1560 in Broacker war nach 1604 als Pastor in Haarlev tätig.
- Um 1563 heiratete er Anna (Johannis), deren Vater Nicolaus Johannis († 15. November 1558) Pastor in Flensburg und Propst im Sundewitt war. Aus dieser Ehe sind zwei Töchter bekannt:
  - Anna heiratete am 3. November 1588 Petrus Conradi (begraben am 10. März 1620). Ihr Ehemann war Pastor in Lysabbel.
  - Dorothea (* um 1571) heiratete am 3. November 1588 den Magister Nicolaus Gerhardi († 2. April 1598). Ihr Ehemann wirkte als Hofprediger in Sonderburg und folgte auf seinen Schwiegervater als Propst im Sundewitt.
- Am 6. Oktober 1594 heiratete er in dritter Ehe Anna Fischer. Ihr Vater Hans Fischer († 26. November 1603) war ein Flensburger Kaufmann und Mitglied des Bürgerausschusses der Vierundzwanziger. Sie überlebte ihn und heiratete in zweiter Ehe am 3. Oktober 1596 Petrus Fabricius († 1655). Er wirkte als Pastor in Broacker und Propst
  - Johannes († 1628), Pastor in Rinkenis.